# Diferenciación sexual en humanos

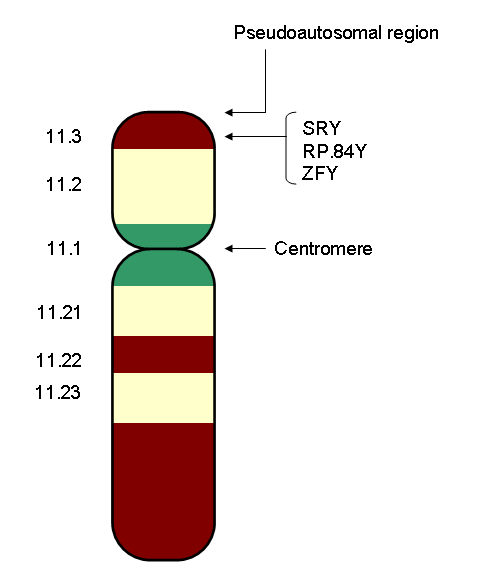
El cromosoma Y humano que muestra el gen SRY que codifica una proteína que regula la diferenciación sexual.

La diferenciación sexual en los seres humanos es el proceso de desarrollo de las diferencias sexuales en los seres humanos. Se define como el desarrollo de estructuras fenotípicas como consecuencia de la acción de las hormonas producidas tras la determinación gonadal. La diferenciación sexual incluye el desarrollo de diferentes genitales y el tracto genital interno y el vello corporal juegan un papel en la identificación del sexo.
El desarrollo de las diferencias sexuales comienza con el sistema de determinación del sexo XY que está presente en los humanos, y los mecanismos complejos son responsables del desarrollo de las diferencias fenotípicas entre humanos masculinos y femeninos a partir de un cigoto indiferenciado. Las mujeres suelen tener dos cromosomas X y los hombres suelen tener un cromosoma Y y un cromosoma X. En una etapa temprana del desarrollo embrionario, ambos sexos poseen estructuras internas equivalentes. Estos son los conductos mesonéfricos y los conductos paramesonéfricos . La presencia del gen SRY en el cromosoma Y provoca el desarrollo de los testículos en los hombres y la posterior liberación de hormonas que provocan la regresión de los conductos paramesonéfricos. En las mujeres, los conductos mesonéfricos retroceden.
El desarrollo sexual divergente, conocido como intersexual, puede ser el resultado de factores genéticos y hormonales.

## Determinación del sexo
La mayoría de los mamíferos, incluidos los humanos, tienen un sistema de determinación del sexo XY: el cromosoma Y lleva los factores responsables de desencadenar el desarrollo masculino. En ausencia de un cromosoma Y, el feto experimentará un desarrollo femenino. Esto se debe a la presencia de la región determinante del sexo del cromosoma Y, también conocida como gen SRY. Por lo tanto, los mamíferos machos suelen tener un cromosoma X y uno Y (XY), mientras que las hembras de mamíferos suelen tener dos cromosomas X (XX).
El sexo cromosómico se determina en el momento de la fecundación; un cromosoma del espermatozoide, ya sea X o Y, se fusiona con el cromosoma X del óvulo. El sexo gonadal se refiere a las gónadas, es decir, los testículos o los ovarios, según los genes que se expresen. El sexo fenotípico se refiere a las estructuras de los genitales externos e internos.
Transcurren 6 semanas después de la fertilización antes de que se puedan observar los primeros signos de diferenciación sexual en los embriones humanos. El embrión y el subsiguiente feto temprano parecen ser sexualmente indiferentes, sin parecerse ni a un hombre ni a una mujer. Durante las próximas semanas, se producen hormonas que hacen que el tejido indiferenciado se transforme en órganos reproductores masculinos o femeninos. Este proceso se llama diferenciación sexual. El precursor de los órganos sexuales femeninos internos se denomina sistema mülleriano.

## Sistema reproductor
A las 7 semanas, el feto tiene tubérculo genital, surco y seno urogenital y pliegues labioescrotales. En las mujeres, sin exceso de andrógenos, estos se convierten en el clítoris, la uretra y la vagina, y los labios mayores.
La diferenciación entre los sexos de los órganos sexuales se produce a lo largo de la vida embriológica, fetal y posterior. Esto incluye la diferenciación genital interna y externa. Tanto en hombres como en mujeres, los órganos sexuales constan de tres estructuras: las gónadas, los genitales internos y los genitales externos. En los hombres, las gónadas son los testículos y en las mujeres son los ovarios. Estos son los órganos que producen los gametos (óvulo y espermatozoide), las células reproductivas que finalmente se reunirán para formar el óvulo fertilizado (cigoto).
A medida que el cigoto se divide, primero se convierte en el embrión (que significa 'crecer dentro'), generalmente entre cero y ocho semanas, luego, desde la octava semana hasta el nacimiento, se considera el feto (que significa 'descendencia no nacida'). Los genitales internos son todas las glándulas y conductos accesorios que conectan las gónadas con el medio exterior. Los genitales externos consisten en todas las estructuras reproductivas externas. El sexo de un embrión temprano no se puede determinar porque las estructuras reproductivas no se diferencian hasta la séptima semana. Antes de esto, el niño se considera bipotencial porque no se puede identificar como hombre o mujer.

### Diferenciación genital interna
Los genitales internos constan de dos conductos accesorios: conductos mesonéfricos (masculino) y conductos paramesonéfricos (femenino). El sistema mesonéfrico es el precursor de los genitales masculinos y el paramesonéfrico del sistema reproductor femenino. A medida que avanza el desarrollo, uno de los pares de conductos se desarrolla mientras que el otro retrocede. Esto depende de la presencia o ausencia de la región determinante del sexo del cromosoma Y, también conocida como gen SRY. En presencia de un gen SRY funcional, las gónadas bipotenciales se convierten en testículos. Las gónadas se distinguen histológicamente entre las 6 y 8 semanas de gestación.
El desarrollo posterior de un conjunto y la degeneración del otro depende de la presencia o ausencia de dos hormonas testiculares: testosterona y hormona antimülleriana (AMH). La interrupción del desarrollo típico puede resultar en el desarrollo de ambos o ninguno de los sistemas de conductos, lo que puede producir individuos morfológicamente intersexuales.
Hombres: el gen SRY, cuando se transcribe y procesa, produce la proteína SRY que se une al ADN y dirige el desarrollo de la gónada hacia los testículos. El desarrollo masculino solo puede ocurrir cuando los testículos fetales secretan hormonas clave en un período crítico en la gestación temprana. Los testículos comienzan a secretar tres hormonas que influyen en los genitales internos y externos masculinos: secretan hormona antimülleriana (AMH), testosterona y dihidrotestosterona (DHT). La hormona antimülleriana provoca la regresión de los conductos paramesonéfricos. La testosterona convierte los conductos mesonéfricos en estructuras accesorias masculinas, incluido el epidídimo, el conducto deferente y la vesícula seminal. La testosterona también controlará el descenso de los testículos desde el abdomen hacia el escroto. Muchos otros genes que se encuentran en otros autosomas, incluidos WT1, SOX9 y SF1, también juegan un papel en el desarrollo gonadal.
Mujeres: Sin testosterona y AMH, los conductos mesonéfricos degeneran y desaparecen. Los conductos paramesonéfricos se desarrollan en el útero, las trompas de Falopio y la parte superior de la vagina. Todavía queda una gran falta de información sobre los controles genéticos del desarrollo femenino, y aún se desconoce mucho sobre el proceso embrionario femenino.

### Diferenciación genital externa

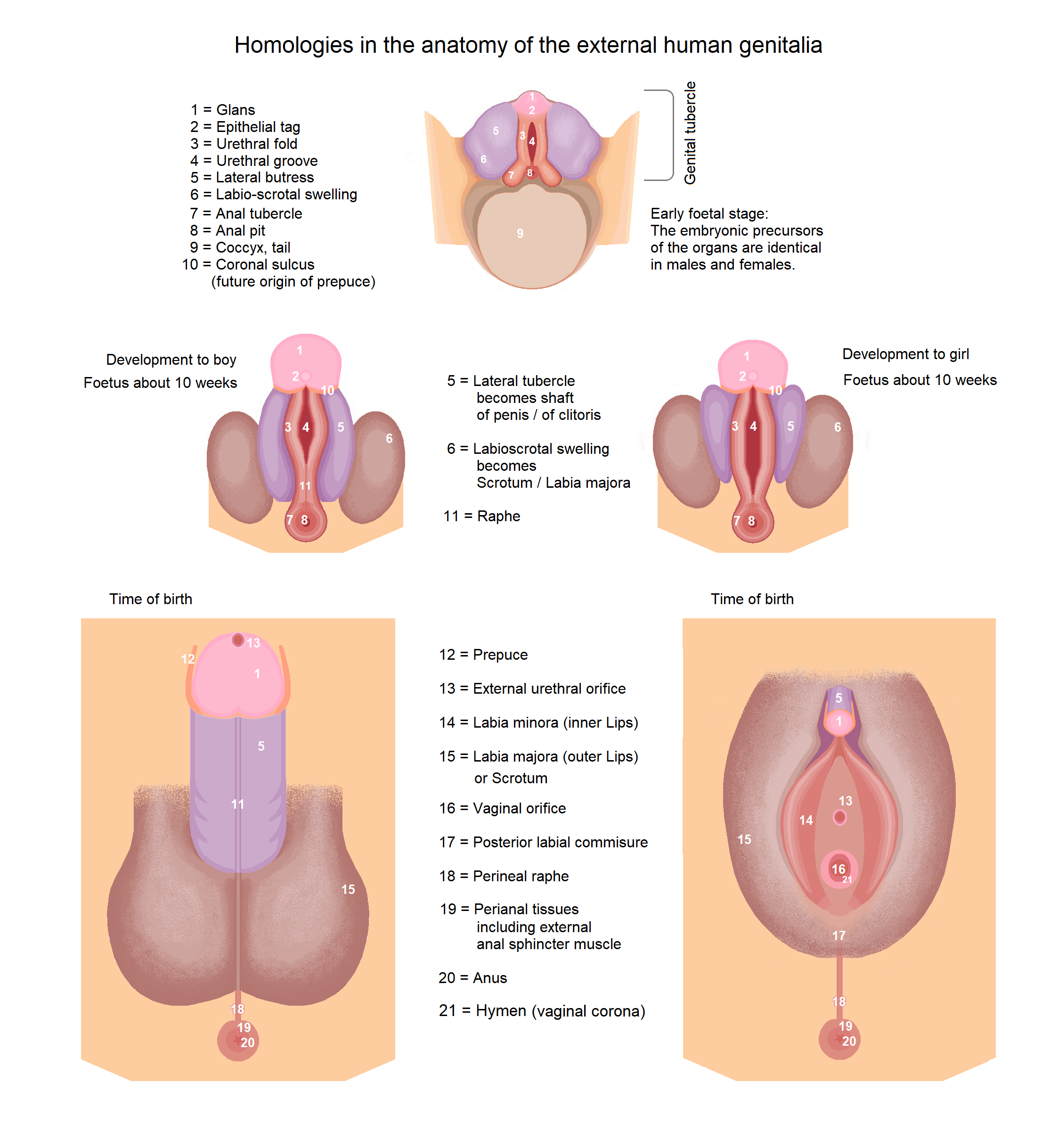
Desarrollo de los genitales externos.

Los hombres se diferencian externamente entre las semanas 8 y 12, ya que los andrógenos agrandan el falo y hacen que el surco urogenital y el seno se fusionen en la línea media, produciendo un pene inequívoco con una uretra fálica y un escroto rugoso y adelgazado. La dihidrotestosterona diferenciará las características masculinas restantes de los genitales externos.
Una cantidad suficiente de cualquier andrógeno puede causar masculinización externa . La más potente es la dihidrotestosterona (DHT), generada a partir de la testosterona en la piel y el tejido genital por la acción de la 5α-reductasa. Un feto masculino puede estar incompletamente masculinizado si esta enzima es deficiente. En algunas enfermedades y circunstancias, otros andrógenos pueden estar presentes en concentraciones lo suficientemente altas como para causar una masculinización parcial o (raramente) completa de los genitales externos de un feto genéticamente femenino. Los testículos comienzan a secretar tres hormonas que influyen en los genitales internos y externos masculinos. Secretan hormona antimülleriana, testosterona y dihidrotestosterona. La hormona antimülleriana (AMH) provoca la regresión de los conductos paramesonéfricos. La testosterona, que se secreta y convierte los conductos mesonéfricos en estructuras accesorias masculinas, como el epidídimo, el conducto deferente y la vesícula seminal. La testosterona también controlará el descenso de los testículos desde el abdomen hasta el escroto. La dihidrotestosterona, también conocida como (DHT), diferenciará las características masculinas restantes de los genitales externos.
La diferenciación sexual adicional de los genitales externos ocurre en la pubertad, cuando los niveles de andrógenos vuelven a ser dispares. Los niveles masculinos de testosterona inducen directamente el crecimiento del pene e indirectamente (a través de DHT) el de la próstata.
Alfred Jost observó que, si bien se requería testosterona para el desarrollo del conducto mesonéfrico, la regresión del conducto paramesonéfrico se debía a otra sustancia. Más tarde se determinó que se trataba de una sustancia inhibidora del paramesonéfrico (MIS), una glicoproteína dimérica de 140 kD producida por las células de Sertoli. MIS bloquea el desarrollo de los conductos paramesonéfricos, favoreciendo su regresión.

## Diferenciación psicológica y conductual
Los adultos humanos y los niños muestran muchas diferencias sexuales psicológicas y de comportamiento. Algunos (por ejemplo, el vestido) son aprendidos y culturales. Otros son demostrables a través de las culturas y tienen determinantes tanto biológicos como aprendidos. Por ejemplo, algunos estudios afirman que las niñas son, en promedio, más fluidas verbalmente que los niños, pero los niños son, en promedio, mejores en el cálculo espacial. Algunos han observado que esto puede deberse a dos patrones diferentes en la comunicación de los padres con los bebés, señalando que es más probable que los padres hablen con las niñas y que participen en juegos físicos con los niños. Debido a que los investigadores no pueden explorar experimentalmente las influencias hormonales en el comportamiento humano, las contribuciones relativasLos factores biológicos y el aprendizaje de las diferencias sexuales psicológicas y conductuales humanas (especialmente la identidad de género, el rol y la orientación sexual) son controvertidos (y muy discutidos).
Las teorías actuales sobre los mecanismos de diferenciación sexual del cerebro y el comportamiento en humanos se basan principalmente en tres fuentes de evidencia: investigación en animales que involucra la manipulación de hormonas en los primeros años, observación de resultados de un pequeño número de individuos con condiciones intersexuales o casos de reasignación de sexo temprana. y distribución estadística de rasgos en poblaciones (p. ej., índices de homosexualidad en gemelos). Muchos de estos casos sugieren algún efecto genético u hormonal sobre la diferenciación sexual del comportamiento y los rasgos mentales. Esto ha sido discutido como mala interpretación de la metodología científica.

## Variaciones intersexuales
Las siguientes son algunas de las variaciones asociadas con el proceso atípico de determinación y diferenciación:
- Un cigoto con solo el cromosoma X (XO) da como resultado el síndrome de Turner y se desarrollará con características femeninas.
- Hiperplasia suprarrenal congénita: incapacidad de las suprarrenales para producir suficiente cortisol, lo que conduce a un aumento de la producción de testosterona que da como resultado una masculinización grave de las mujeres XX. La condición también ocurre en los hombres XY, ya que sufren los efectos del cortisol bajo y la pérdida de sal, no la virilización.
- Síndrome del conducto mülleriano persistente: un tipo raro de pseudohermafroditismo que ocurre en hombres 46 XY, causado por una mutación en el gen de la sustancia inhibidora de Müller (MIS), en 19p13, o su receptor de tipo II, 12q13. Da como resultado una retención de los conductos müllerianos (persistencia del útero rudimentario y las trompas de Falopio en varones normalmente virilizados), testículos no descendidos unilaterales o bilaterales y, a veces, causa infertilidad.
- Diferencias XY del desarrollo sexual: producción atípica de andrógenos o respuesta androgénica inadecuada, que puede causar una masculinización incompleta en los hombres XY. Varía desde un fracaso leve de la masculinización con testículos no descendidos hasta una reversión sexual completa y fenotipo femenino (síndrome de insensibilidad a los andrógenos)
- Síndrome de Swyer, Una forma de disgenesia gonadal completa, principalmente debida a mutaciones en el primer paso de la determinación del sexo; los genes SRY.
- Una deficiencia de 5-alfa-reductasa da como resultado un desarrollo atípico caracterizado por un fenotipo femenino o un fenotipo masculino poco virilizado con desarrollo del epidídimo, conducto deferente, vesícula seminal y conducto eyaculador, pero también una pseudovagina. Esto se debe a que la testosterona se convierte en la DHT más potente por la 5-alfa reductasa. La DHT es necesaria para ejercer efectos androgénicos más lejos del sitio de producción de testosterona, donde las concentraciones de testosterona son demasiado bajas para tener alguna potencia.

## Cronología
| Edad fetal (semanas) | Longitud corona-rabadilla (mm) | Eventos de diferenciación de sexo                                                                                       |
| 1                    | blastocisto                    | Inactivación de un cromosoma X                                                                                          |
| 4                    | 2-3                            | Desarrollo de los conductos de Wolff.                                                                                   |
| 5                    | 7                              | Migración de células germinales primordiales en las gónadas indiferenciadas                                             |
| 6                    | 10-15                          | Desarrollo de los conductos de Müller.                                                                                  |
| 7                    | 13-20                          | Diferenciación de túbulos seminíferos.                                                                                  |
| 8                    | 30                             | Regresión de conductos müllerianos en feto masculino.                                                                   |
| 8                    | 32-35                          | Aparición de las células de Leydig. Primera síntesis de tetosterona.                                                    |
| 9                    | 43                             | Total regresión de los conductos müllerianos. Pérdida de sensibilidad de los conductos müllerianos en el feto femenino. |
| 9                    | 43                             | Primera profase meiotica en ovogonias.                                                                                  |
| 10                   | 43-45                          | Comienzo de la masculinización de los genitales externos.                                                               |
| 10                   | 50                             | Comienzo de la regresión de los conductos de Wolff en el feto femenino.                                                 |
| 12                   | 70                             | El testículo fetal está en el anillo inguinal interno.                                                                  |
| 12-14                | 70-90                          | La uretra del pene masculino está completa.                                                                             |
| 14                   | 90                             | Aparición de las primeras espermatogonias.                                                                              |
| 16                   | 100                            | Aparición de los primeros folículos ováricos.                                                                           |
| 17                   | 120                            | Numerosas células de Leydig. Picó de secreción de testosterona.                                                         |
| 20                   | 150                            | Regresión de las células de Leydig. Disminución de la secreción de testosterona.                                        |
| 24                   | 200                            | Primeros folículos ováricos multicapa. Canalización de la vagina.                                                       |
| 28                   | 230                            | Cese de la multiplicación de ovogonias.                                                                                 |
| 28                   | 230                            | Descensos de los testículos.                                                                                            |